# 科爾多克 (北達科他州)
科爾多克（英語：Koldok）是位於美國北達科他州巴恩斯縣的非建制地區。

## 地理
科爾多克所處的海拔為高於海平面365米（即1198英呎），而該地所採用的時區為UTC-6，即北美中部时区（CST）。同時該地設有夏令時間，為UTC-6調快一小時，即UTC-5（CDT）。